# 智周
智周（668年～723年），江苏泗州人，唐朝佛教法相宗高僧。
19岁受具足戒，师承慧沼，钻研法相。后住濮阳报城寺。唐武后长安三年（703年），新罗僧智凤、智鸾、智雄入唐学习法相宗要义，为其门下。玄宗开元五年（717年），日僧玄昉进入中国，并拜于其门下，智周亲授法相教义。其著作有《成唯识论演秘》、《梵网菩萨戒本疏》、《法华经玄赞摄释》、《大乘法苑义林章决择记》、《因明入正理论疏》等。
其所撰《大乘入道次第》一卷，一作《入道章》，扼要地说明大乘菩萨修行次第的境行果。曇曠（約700～788）据此撰寫《大乘入道次第開決》，進行注釋。其所言「夫登峻宇者，必先拾級；陟層樓者，咸歷階墀。況乎覺道崇高，不憑行位，真源綿敻，豈越資糧？」可謂提綱挈領、畫龍點睛！

## 外部連結
- 唐代法相宗智周的發心思想研探 （页面存档备份，存于）